# Co zostało mi?
Co zostało mi? – czwarty singel polskiego piosenkarza Dawida Kwiatkowskiego z jego ósmego albumu studyjnego, zatytułowanego Pop romantyk. Singel został wydany 19 stycznia 2024.
Kompozycja znalazła się na 56. miejscu listy OLiA, najczęściej odtwarzanych utworów w polskich rozgłośniach radiowych.

## Geneza utworu i historia wydania
Utwór napisali i skomponowali Dawid Kwiatkowski i Michał Szczęsny, natomiast za produkcję piosenki odpowiada Hotel Torino.
Singel został umieszczony na ósmym albumie studyjnym Kwiatkowskiego – Pop romantyk.

## „Co zostało mi?” w stacjach radiowych
Nagranie było notowane na 56. miejscu w zestawieniu OLiA, najczęściej odtwarzanych utworów w polskich rozgłośniach radiowych.

## Teledysk
Do utworu powstał teledysk w reżyserii Tomasza Wilczyńskiego, który udostępniono w dniu premiery singla za pośrednictwem serwisu YouTube.

## Notowania

### Pozycja na liście airplay
| Kraj   | Lista (2024)                   | Najwyższa pozycja |
| ------ | ------------------------------ | ----------------- |
| Polska | OLiS – oficjalna lista airplay | 56                |